# Camelopteryx multicolor
Camelopteryx multicolor är en fjärilsart som beskrevs av Joannis 1906. Camelopteryx multicolor ingår i släktet Camelopteryx och familjen mätare. Inga underarter finns listade i Catalogue of Life.